# 錢棨
钱棨（1743年—1799年），字振威，號湘舲（有曰一字湘舲），江苏省苏州府长洲县（今江苏省苏州市）人，無錫錢氏後裔，清朝狀元，政治人物，善書法，官至從二品的內閣學士兼禮部侍郎銜。由於錢棨得罪了和珅，在乾隆帝晚年曾被革職留任達8年之久，復職之初最高也只擔任了從四品的侍讀學士，但等到嘉慶帝親政，他在一年之間就升任了從二品的內閣學士，但他在雲南不幸受瘴濕成蠱疾，不久病逝。
钱棨是中国历史上罕见的“六元状元”，即县试、府试、院试、乡试（解元）、会试（会元）、殿试（状元）均为第一名；除此之外據傳同樣達到此成就的另一人是明朝的黄观，但黄观的“六元”身份有所争议。

## 生平

### 乾隆時期
钱棨先获得童子试中长洲县县试第一、苏州府府试第一、江苏学政院试第一，又於乾隆四十四年（1779年）以乡试第一中解元。乾隆四十六年（1781年），进京参加会试和殿试，连续摘下会元和状元，連中三元。至此，他成为中国历史上极罕见的连中六元者。從明朝正統十年（1445年）乙丑科商輅三元及第到錢棨連中三元已相距336年，乃清代第一人，乾隆帝亲自作《御制三元诗》以示庆贺。曾充任順天鄉試同考官，兼任太子師傅，在上書房行走。
乾隆五十八年（1793年），50歲的錢棨因革職留任已經八年，被准許開復職位。同年擢升從六品的右贊善。
乾隆五十九年（1794年），以右贊善的身分充任廣東鄉試副考官。
乾隆六十年（1795年），52歲的錢棨先是被拔擢為正六品的春坊中允。而後又被升任為從五品的翰林院侍讀，並充任日講起居注官。
嘉慶二年（1797年），54歲的錢棨擢升為正五品的春坊右庶子，後又轉任左庶子。
嘉慶三年（1798年）三月，55歲的錢棨升任從四品的翰林院侍講學士，後又轉任侍讀學士，五月，充任雲南鄉試的正考官。七月，被命令以侍讀學士的身分提督雲南學政。

### 嘉慶時期
嘉慶四年正月初三日（1799年2月7日）辰刻，太上皇乾隆帝駕崩後，嘉慶帝親政。
嘉慶四年三月，錢棨升任從二品的内阁学士，兼礼部侍郎，仍留任提督雲南學政之職。同年，按試雲南澂江、臨安等府，卒于云南。歸葬苏州府吴县（今苏州市）胥口镇香山。有《湘舲詩稿》。

## 評價
- 乾隆帝，《御製三元詩》：「龍虎傳臚唱，太利曉日暾。國朝經百載，春梢得三元。文運風雲壯，清時禮樂蕃。載咨中四義，敷奏近千言。詎止求端楷，所期進讜論。王曾如何繼，違弼我心存。」[4]
- 謝墉：「千古以來第七人。」[5]

## 家族
钱棨為吳越王錢鏐之後，出身書香門第。高祖钱中谐，順治十五年（1658年）進士，康熙十八年（1679年）举博学鸿词科，列一等。曾祖錢源肇（字文海，號謹軒，錢中諧長子），祖錢嵎（字曰暘，錢源肇第三子），父錢效書（字舜達，號椒軒，錢嵎次子）。有二子：長子錢喬雲 (字鹤夫,號子卿)，四川候補縣丞; 次子錢閬雲 (字鹿賓，號芝谷)為國子監生。

## 纪念

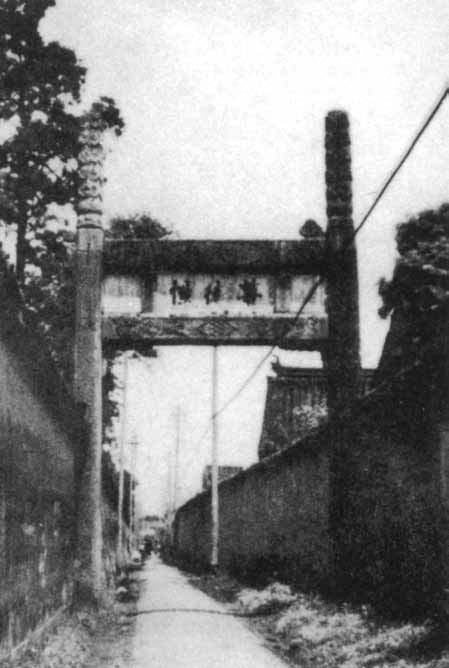
苏州府学所在地三元坊

钱棨当年学习的地方——苏州府学建立了“三元坊”，以表达对他的纪念。

## 相關
- 清朝狀元列表